# Elvira Mondragón Sorribes
Elvira Mondragón Sorribes   (Eslida, 1939 - Cullera, 26 d'abril de 2023) fou una mestra, sindicalista i activista valenciana.
Durant els anys d'universitat, formà part de l'Orfeó Universitari de València, del qual fon solista. Activista clandestina durant el franquisme, Elvira Mondragón participà en la presa del Col·legi de Llicenciats, any 1968 i en l’organització de la primera vaga del professorat interí d’instituts del País Valencià, una vaga quasi general l’any 1971. Formà part de les comissions organitzadores de les Escoles d’Estiu del País Valencià, del 1975 fins al 2001 i en la dècada dels 80 s'incorpora a la federació Escola Valenciana.
Com a militant sindicalista participà en el I Congrés de la Federació de Sindicats de Treballadors de l'Ensenyament del País Valencià, celebrat l'abril de 1979 a Elx, en el qual va fer la salutació inicial en nom del secretariat provisional, i del qual va eixir el Sindicat de Treballadors de l'Ensenyament del País Valencià.
També fon corresponsal comarcal de la revista Saó en la Ribera Baixa. Com a fundadora i membre actiu de l'associació ecologista Xúquer Viu, Elvira s'ha encarregat de llegir els manifests i el poema d'Ibn Khafaja La bellesa del riu en tots els actes reivindicatius.